# Яковлєв Василь Миколайович (інженер)
Васи́ль Микола́йович Я́ковлєв (1905 — ?) — український радянський діяч, інженер, голова Полтавського раднаргоспу. Член Ревізійної Комісії КПУ в 1961—1966 роках. Доктор технічних наук (1972).

## Біографія
Довгий час працював на Новокраматорському машинобудівному заводі Наркомату важкого машинобудування СРСР. Пройшов шлях від копіювальника конструкторського бюро до начальника монтажного управління і головного інженера Новокраматорського машинобудівного заводу імені Сталіна.
Член ВКП(б) з 1939 року.
У 1941 році — виконувач обов'язків директора Новокраматорського машинобудівного заводу імені Сталіна Сталінської області.
Потім працював начальником Головного управління, заступником міністра важкого машинобудування СРСР.
У 1948—1949 роках — директор Новокраматорського машинобудівного заводу імені Сталіна Сталінської області.
У червні 1957 — травні 1960 року — заступник голови Ради народного господарства Дніпропетровського економічного адміністративного району.
У травні 1960 — грудні 1962 року — голова Ради народного господарства Полтавського економічного адміністративного району.

## Нагороди
- два ордени Леніна (11.07.1945; 1947)
- медалі
- Сталінська премія ІІ ст. (1947)